# Совоздяки (Дятловский район)
Совоздя́ки (бел. Саваздзякі) — деревня в Дворецком сельсовете Дятловского района Гродненской области Белоруссии. По переписи населения 2009 года в Совоздяках проживало 9 человек. Площадь сельского населённого пункта составляет 25,16 га, протяжённость границ — 2,44 км.

## География
Совоздяки расположены в 15 км к юго-востоку от Дятлово, 156 км от Гродно, 10 км от железнодорожной станции Выгода.

## История
Согласно переписи населения 1897 года Совоздяки — деревня в Роготненской волости Слонимского уезда Гродненской губернии (21 дом, 154 жителя).
В 1921—1939 годах Совоздяки находились в составе межвоенной Польской Республики. В 1923 году в Совоздяках имелось 26 хозяйств, проживало 155 человек. В сентябре 1939 года Совоздяки вошли в состав БССР.
В 1996 году Совоздяки входили в состав Роготновского сельсовета и совхоза «Роготно». В деревне насчитывалось 20 хозяйств, проживало 28 человек.
28 августа 2013 года деревня была передана из упразднённого Роготновского в Дворецкий сельсовет.